# 曲颈甑

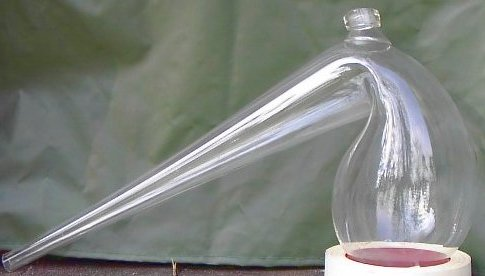
曲颈甑

在化学实验室中，曲颈甑（retort）是一种用于蒸馏或干馏的玻璃仪器。它包括一个球状容器，以及一个开口向下的窄颈。被蒸馏的液体置于球状容器中，并在此被加热。瓶颈相当于冷凝管，使得蒸汽在其中冷凝，继而顺瓶颈流下，进入在下面放置的收集容器，如烧杯、烧瓶中。
在化学工业中，曲颈甑也指一种密闭容器，物质在其中被加热，发生化学反应，生成气体产物，被容器收集或参与进一步的反应处理。
在食品工业中，英文中的高压锅也常被称为曲颈甑，即罐状曲颈甑。

## 历史

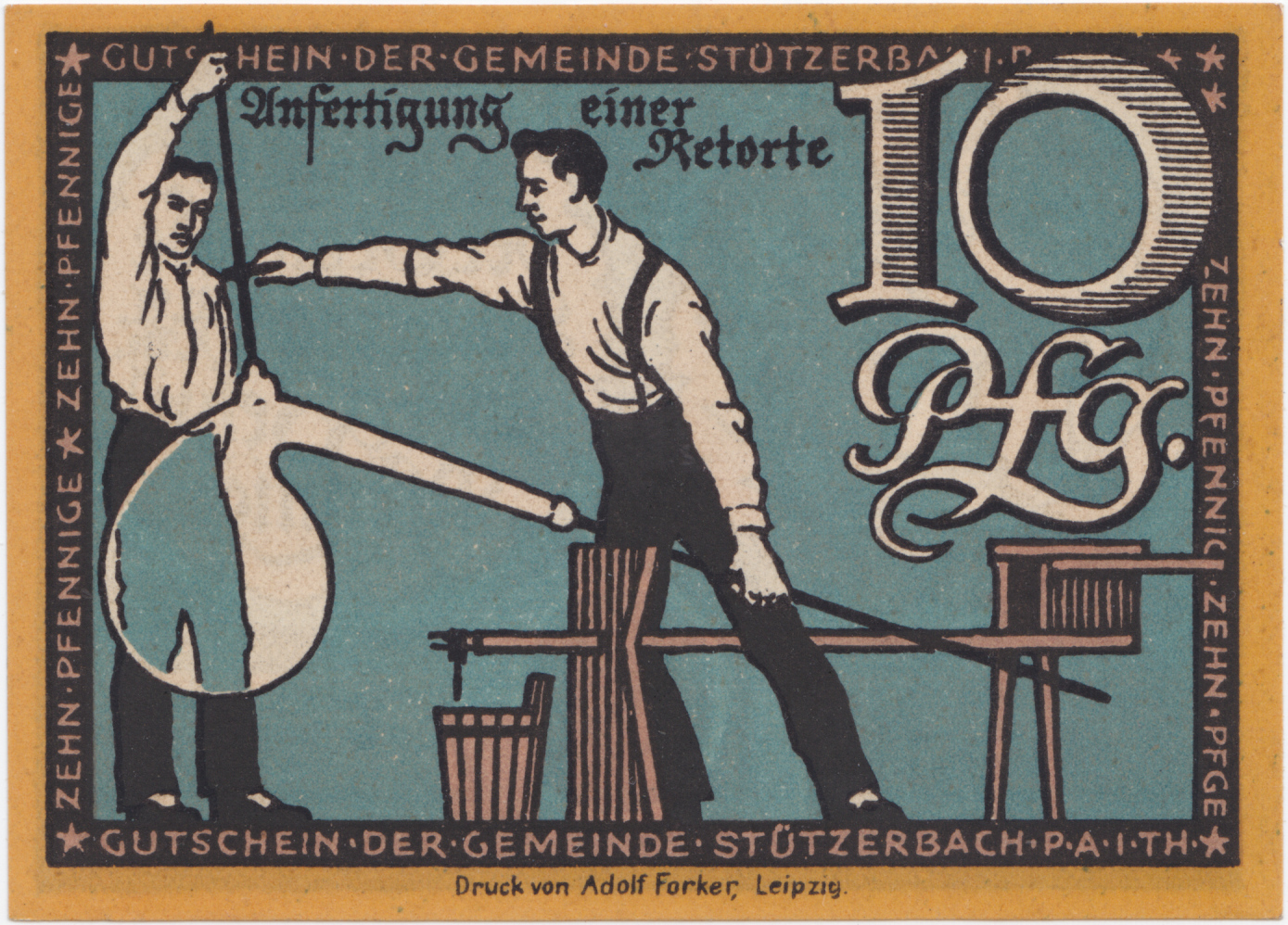
制造玻璃曲颈甑

作为曲颈甑的一种，升华锅（alembic，炼金术士用的一种蒸馏器）被发明后，阿拉伯化学家贾比尔创造了今天意义上的蒸馏技术。曲颈甑被炼金术士广泛使用，蒸馏的过程也出现在了许多对实验室的绘画中。在现代冷凝管出现前，许多杰出的化学家都使用过曲颈甑，例如拉瓦锡和永斯·贝采利乌斯。
早期制造磷的方法便首先要烧灼骨头，然后将粘土制的曲颈甑置入热砖的火炉中，蒸馏出剧毒物质。

## 用途

### 分析化学中的使用

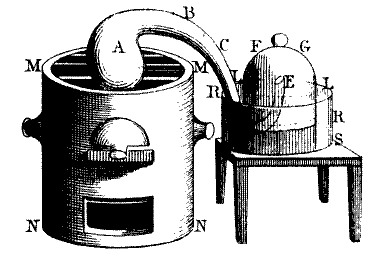
拉瓦锡的实验装置

18世纪后半叶，现代化学之父、法国化学家拉瓦锡使用曲颈甑研究空气组成成分。在1774年进行的、著名的氧化汞试验中，他首先在空气中加热了纯水银，即汞，12天后发现表面出现了红色的粉末状固体。当粉末量不再增加时，他发现曲颈甑中的气体量恰好减少了五分之一。在第二次试验中，他收集了产生的红色氧化汞，并在曲颈甑中加热，由此收集到的气体体积与第一次试验中消失的气体体积完全一致。并且，他发现这种气体可以支持燃烧，也能使生存其中的动物存活。后来（1779年），他将这一部分命名为氧气。这一实验还被视为对质量守恒定律的验证。
在现代实验室的中，由于技术进步，特别是李比希冷凝管的发明，曲颈甑自20世纪初期就已经被认为是落后了。然而，一些实验室技术只需要简单地冷凝，从而无需较复杂先进的设备，这种情况下，曲颈甑可以代替复杂的冷凝设施。

### 无机化学中的使用
在现代化学实验中，曲颈甑的使用并不多见。但在制备强酸，如浓硝酸、盐酸时，曲颈甑偶尔会被用于蒸馏提纯。此外，曲颈甑也可用于制备三氧化二磷和三氧化硫。

### 化工中的使用
曲颈甑可用作木材热解的反应器，来生产木炭。圆木尺寸可以超过30cm长，直径可以大于18cm。
工业意义上的曲颈甑用于提取页岩油和制造木炭。将油页岩加热，分解为页岩油、油页岩气（shale gas）和残余页岩，在英文中，这一过程也常被成为 retorting。
大型曲颈甑在工业中也广泛用于分离金和汞的混合物，从熔融的矿石原料中分离锌的金属蒸汽，以及从煤炭中获取焦炭和煤气。